# Abibus z Edessy
Abibus z Edessy (307? Sýrie – 322? Edessa) je syrský světec a mučedník, který byl jáhnem v Edesse. Během pronásledování křesťanů za císaře Licinia byl zatčen. Abibusovi se podařilo osvobodit, ale později znovu upadl s dalšími křesťany do zajetí. Poté, co se nechtěli vzdát víry, byli zaživa upáleni. Jeho tělo bylo jako zázrakem ušetřeno od plamenů. Pohřben byl poblíž hrobu mučedníků a svých přátel Guria a Samona.
Jeho svátek se slaví 2. září.